# Astragalus massalskyi
Astragalus massalskyi är en ärtväxtart som beskrevs av Boris Fedtjenko. Astragalus massalskyi ingår i släktet vedlar, och familjen ärtväxter. Inga underarter finns listade i Catalogue of Life.